# Scottish Premier League 1998/99
Die Scottish Premier League wurde 1998/99 zum ersten Mal ausgetragen. Es war zudem die 102. Austragung der höchsten Fußball-Spielklasse innerhalb der Scottish Football League, in der der Schottische Meister ermittelt wurde. In der Saison 1998/99 traten 10 Vereine in insgesamt 36 Spieltagen gegeneinander an. Jedes Team spielte jeweils zweimal zu Hause und auswärts gegen jedes andere Team. Bei Punktgleichheit zählte die Tordifferenz.
Die Glasgow Rangers gewannen zum insgesamt 48. Mal in der Vereinsgeschichte die schottische Meisterschaft. Die Gers qualifizierten sich als Meister für die Champions League Saison-1999/2000. Der zweit-, dritt- und viertplatzierte, Celtic Glasgow, der FC St. Johnstone und FC Kilmarnock qualifizierten sich für den UEFA-Pokal.
Hibernian Edinburgh stieg am Saisonende in die First Division ab. Mit 29 Treffern wurde Henrik Larsson von Celtic Glasgow Torschützenkönig.

## Statistik

### Abschlusstabelle
| Pl. | Verein                  | Sp. | S  | U  | N  | Tore    | Diff. | Punkte |
| --- | ----------------------- | --- | -- | -- | -- | ------- | ----- | ------ |
| 1.  | Glasgow Rangers         | 36  | 23 | 8  | 5  | 078:310 | +47   | 77     |
| 2.  | Celtic Glasgow (M, L)   | 36  | 21 | 8  | 7  | 084:350 | +49   | 71     |
| 3.  | FC St. Johnstone        | 36  | 15 | 12 | 9  | 039:380 | +1    | 57     |
| 4.  | FC Kilmarnock           | 36  | 14 | 14 | 8  | 047:290 | +18   | 56     |
| 5.  | FC Dundee (N)           | 36  | 13 | 7  | 16 | 036:560 | −20   | 46     |
| 6.  | Heart of Midlothian (P) | 36  | 11 | 9  | 16 | 044:500 | −6    | 42     |
| 7.  | FC Motherwell           | 36  | 10 | 11 | 15 | 035:540 | −19   | 41     |
| 8.  | FC Aberdeen             | 36  | 10 | 7  | 19 | 043:710 | −28   | 37     |
| 9.  | Dundee United           | 36  | 8  | 10 | 18 | 037:480 | −11   | 34     |
| 10. | Dunfermline Athletic    | 36  | 4  | 16 | 16 | 028:590 | −31   | 28     |

Platzierungskriterien: 1. Punkte – 2. Tordifferenz – 3. geschossene Tore

| Saison 1998/99 |

| Zum Saisonende 1997/98 |                                   |
| (M)                    | Meister des Vorjahres             |
| (P)                    | Pokalsieger des Vorjahres         |
| (L)                    | Ligapokalsieger des Vorjahres     |
| (N)                    | Aufsteiger aus der First Division |

## Torjäger

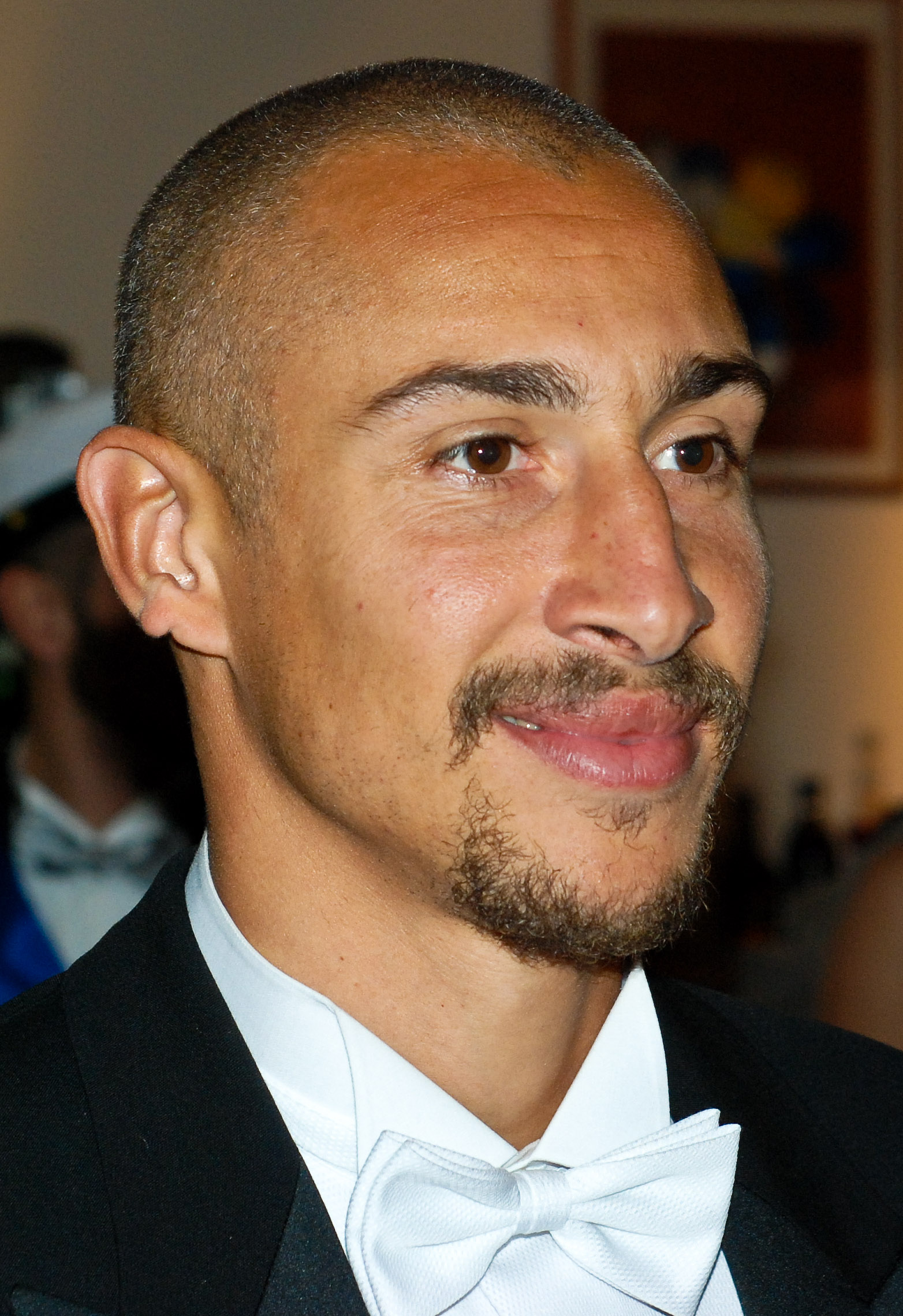
Celtics Henrik Larsson wurde Torschützenkönig der Saison 1998/99

| Spieler        | Tore | Mannschaft           |
| -------------- | ---- | -------------------- |
| Henrik Larsson | 27   | Celtic Glasgow       |
| Rod Wallace    | 19   | Glasgow Rangers      |
| Billy Dodds    | 16   | Dundee United        |
| Eoin Jess      | 14   | FC Aberdeen          |
| Robbie Winters | 13   | FC Aberdeen          |
| Gary McSwegan  | 11   | Heart of Midlothian  |
| Jörg Albertz   | 11   | Glasgow Rangers      |
| Craig Burley   | 9    | Celtic Glasgow       |
| Eddie Annand   | 9    | FC Dundee            |
| Stephane Adam  | 9    | Heart of Midlothian  |
| Neil McCann    | 8    | Heart of Midlothian  |
| Mark Burchill  | 8    | Celtic Glasgow       |
| Gary McSwegan  | 8    | Heart of Midlothian  |
| Andy Smith     | 8    | Dunfermline Athletic |

## Die Meistermannschaft der Glasgow Rangers
(Berücksichtigt wurden alle Spieler die im Kader der Saison 1998/99 standen)
| 1. | Glasgow Rangers |
|    | - Tor: Lionel Charbonnier, Stefan Klos, Antti Niemi, Theo Snelders - Abwehr: Lorenzo Amoruso, Colin Hendry, Bob Malcolm, Craig Moore, Arthur Numan, Sergio Porrini, Daniel Prodan, Tony Vidmar, Scott Wilson - Mittelfeld: Jörg Albertz, Barry Ferguson, Ian Ferguson, Andrei Kantschelskis, Neil McCann, Derek McInnes, Claudio Reyna, Luigi Riccio, Jonas Thern, Giovanni van Bronckhorst - Angriff: Gabriel Amato, Gordon Durie, Lee Feeney, Darren Fitzgerald, Stéphane Guivarc’h, Jonatan Johansson, Paul McKnight, Rodney Wallace - Trainer: Dick Advocaat |